# Salt (singel)
Salt – czwarty singel amerykańskiej piosenkarki Avy Max z jej debiutanckiego albumu studyjnego, zatytułowanego Heaven & Hell. Singel został wydany 12 grudnia 2019. Twórcami tekstu utworu są Amanda Koci, Autumn Rowe, Henry Walter, Madison Love i Nicole Morier, natomiast jego produkcją zajął się Cirkut.

## Geneza utworu i historia wydania
Utwór został pierwotnie wydany na kilku platformach streamingowych w lipcu 2018, jako singiel promocyjny, w tym YouTube i SoundCloud. 5 grudnia 2019, piosenkarka ujawniła datę wydania piosenki w mediach społecznościowych, która została następnie wydana na wszystkich platformach streamingowych 12 grudnia.
„Salt” jest utrzymany w stylu muzyki pop i dance-pop. Napisany jest w tonacji dis-moll z tempem 128 uderzeń na minutę. Piosenka została uznana za tzw. „ulubieńca fanów”.

## Lista utworów
- Digital download[7]

1. „Salt” – 3:00

- Digital download – Acoustic Version[8]

1. „Salt” (Acoustic) – 3:00

- Digital download – Remixes[9]

1. „Salt” (Syn Cole Remix) – 3:11
2. „Salt” (Toby Green Remix) – 2:47

- Spotify streaming[10]

1. „Salt” – 3:00
2. „Torn” – 3:18
3. „Freaking Me Out” – 3:12

- Singel CD[11]

1. „Torn” – 3:18
2. „Salt” – 3:00

## Twórcy
Opracowano na podstawie materiału źródłowego.
- Ava Max – wokal, autorka tekstu
- Henry Russell Walter – autor muzyki i tekstu, producent muzyczny, miksowanie, programowanie
- Autumn Rowe – autorka muzyki i tekstu
- Madison Love – autorka muzyki i tekstu
- Nicole Morier – autorka muzyki i tekstu
- Chris Gehringer – mastering
- Serban Ghenea – miksowanie
- John Hanes – inżynieria

## Notowania i certyfikaty
| Lista (2019–20)                      | Najwyższa pozycja |
| ------------------------------------ | ----------------- |
| Austria (Ö3 Austria Top 40)          | 8                 |
| Czechy (Singles Digitál – Top 100)   | 85                |
| Dania (Track Top-40)                 | 25                |
| Finlandia (Top 20 Singles)           | 6                 |
| Francja (Top 200 Singles)            | 38                |
| Holandia (Single Top 100)            | 35                |
| Irlandia (Top 100 Singles)           | 98                |
| Niemcy (Top 100 Singles)             | 10                |
| Norwegia (Top 40 Singles)            | 5                 |
| Polska (AirPlay – Top)               | 1                 |
| Słowacja (Rádio – Top 100)           | 1                 |
| Słowacja (Singles Digitál – Top 100) | 40                |
| Szwajcaria (Singles Top 100)         | 8                 |
| Szwecja (Top 100 Singles)            | 33                |
| Węgry (Single (track) Top 40 lista)  | 8                 |

| Lista (2020)                 | Najwyższa pozycja |
| ---------------------------- | ----------------- |
| Austria (Ö3 Austria Top 40)  | 30                |
| Dania (Track Top-100)        | 43                |
| Holandia (Single Top 100)    | 100               |
| Niemcy (Top 100 Singles)     | 33                |
| Polska (AirPlay – Top)       | 4                 |
| Szwajcaria (Singles Top 100) | 23                |
| Szwecja (Top 100 Singles)    | 34                |

| Państwo                      | Certyfikat         |
| ---------------------------- | ------------------ |
| Austria (IFPI Austria)       | platynowa płyta    |
| Brazylia (Pro-Música Brasil) | złota płyta        |
| Dania (IFPI Dania)           | złota płyta        |
| Francja (SNEP)               | złota płyta        |
| Kanada (Music Canada)        | złota płyta        |
| Niemcy (BVMI)                | złota płyta        |
| Norwegia (IFPI Norwegia)     | 2× platynowa płyta |
| Polska (ZPAV)                | 4× platynowa płyta |

## Historia wydania
| Region | Data             | Format                      | Wersja           | Wytwórnia | Źródło |
| ------ | ---------------- | --------------------------- | ---------------- | --------- | ------ |
| Świat  | 12 grudnia 2019  | Digital download, streaming | Original         | Atlantic  | [ 7 ]  |
| Niemcy | 10 stycznia 2020 | Singel CD                   | Original         | Atlantic  | [ 11 ] |
| Świat  | 8 kwietnia 2020  | Digital download, streaming | Acoustic Version | Atlantic  | [ 8 ]  |
| Świat  | 16 kwietnia 2020 | Digital download, streaming | Remixes          | Atlantic  | [ 9 ]  |